# Mikve

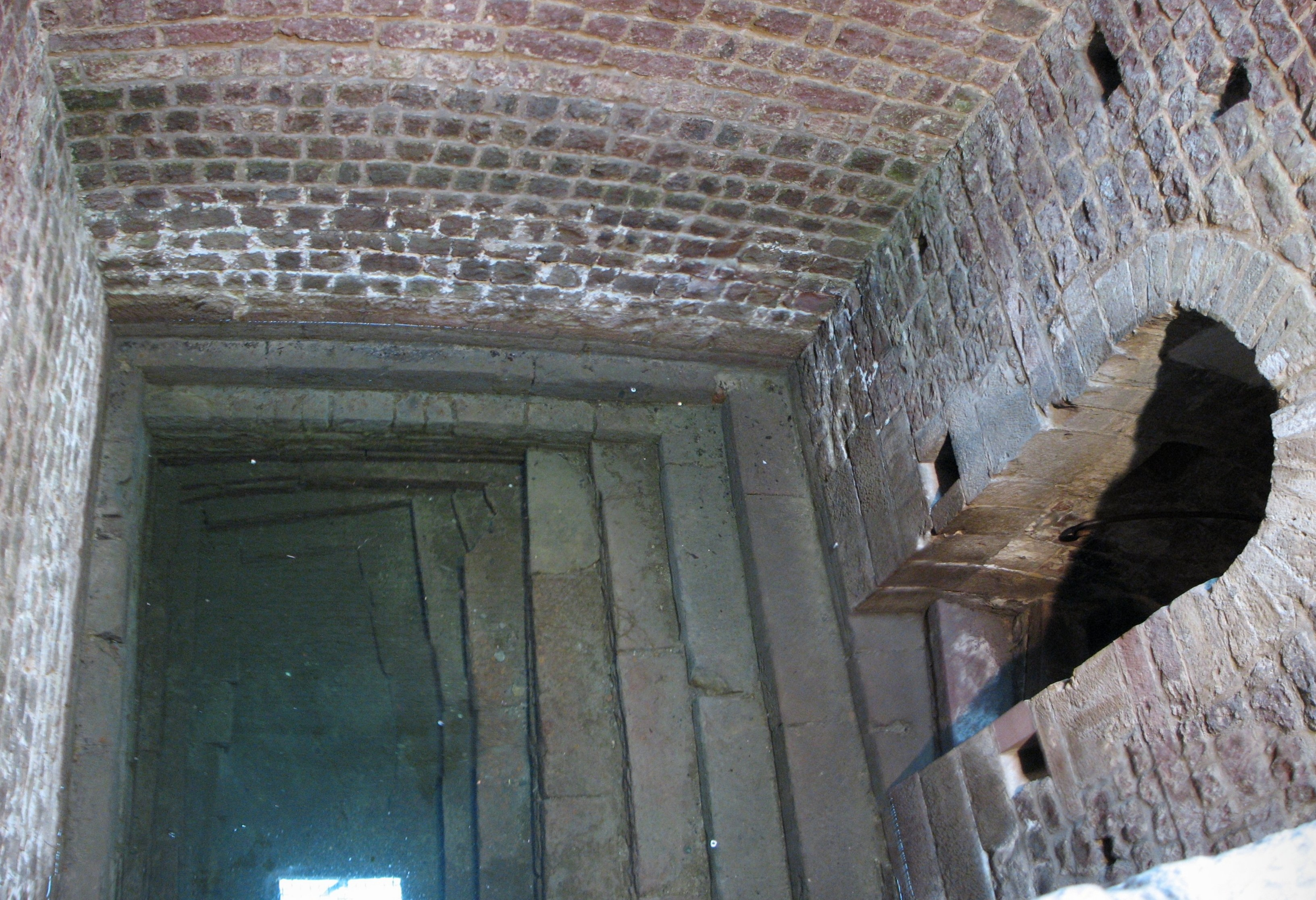
Medeltida mikve i Speyer från år 1128.

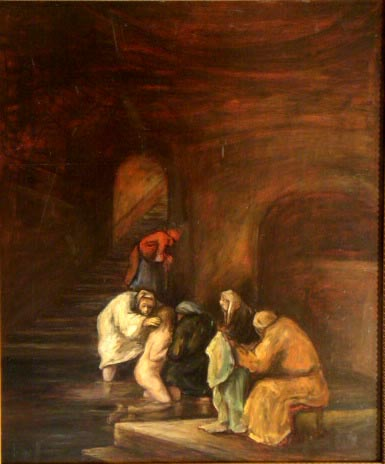
”Tvila at the mikve”. Målning av Zvi Malnovitzer, 1978.

En mikve eller mikvah hebreiska: מִקְוָה (plural mikvaot, מִקְוֹות) är ett rituellt judiskt bad. Mikvaot används främst av ortodoxa judar. En mikve byggs enligt rabbinska direktiv. I förbindelse med en mikve måste det finnas levande vatten. Med levande vatten åsyftas att vattnet måste komma direkt från en naturlig källa och inte någon behållare. Även en sjö eller ett hav är enligt rabbinska direktiv fullt funktionella som mikve.
Att bada mikve är en reningsritual; när man badar mikve blir man andligt ren. Det kan ses som en hjälp till större andlighet. Enligt judisk lag, halacha, skall gifta kvinnor bada mikve på den sjunde "rena" dagen efter avslutad menstruation, men mikven används även före giftermål (av kvinnor). Även män kan bada mikve vid stora helgdagar eller inför morgonbönen eller sabbaten.
Mikve används vid konvertering till judendomen (av både män och kvinnor). Mikve har likheter med det kristna dopet som det framställs i tidiga dokument.
I samband med mikvebad finns en lång rad lagar. Enligt Talmud är det mycket viktigt att inget får skilja kroppen från vattnet som ska omsluta den. Detta medför att kroppen måste vara helt ren, så innan man stiger ned i badet tvättar man sig ordentligt, tar bort smink, nagellack och eventuella smycken. Man kammar också håret så att alla hårstrån separeras från varandra. Under badet kontrolleras badaren av ett erfaret vittne som ser till att hela kroppen faktiskt doppas under vattenytan. I samband med badet sägs även en bracha, en välsignelse.
Mikven används också för att göra nytillverkade köksgeråd kosher för användning.

## Bilder

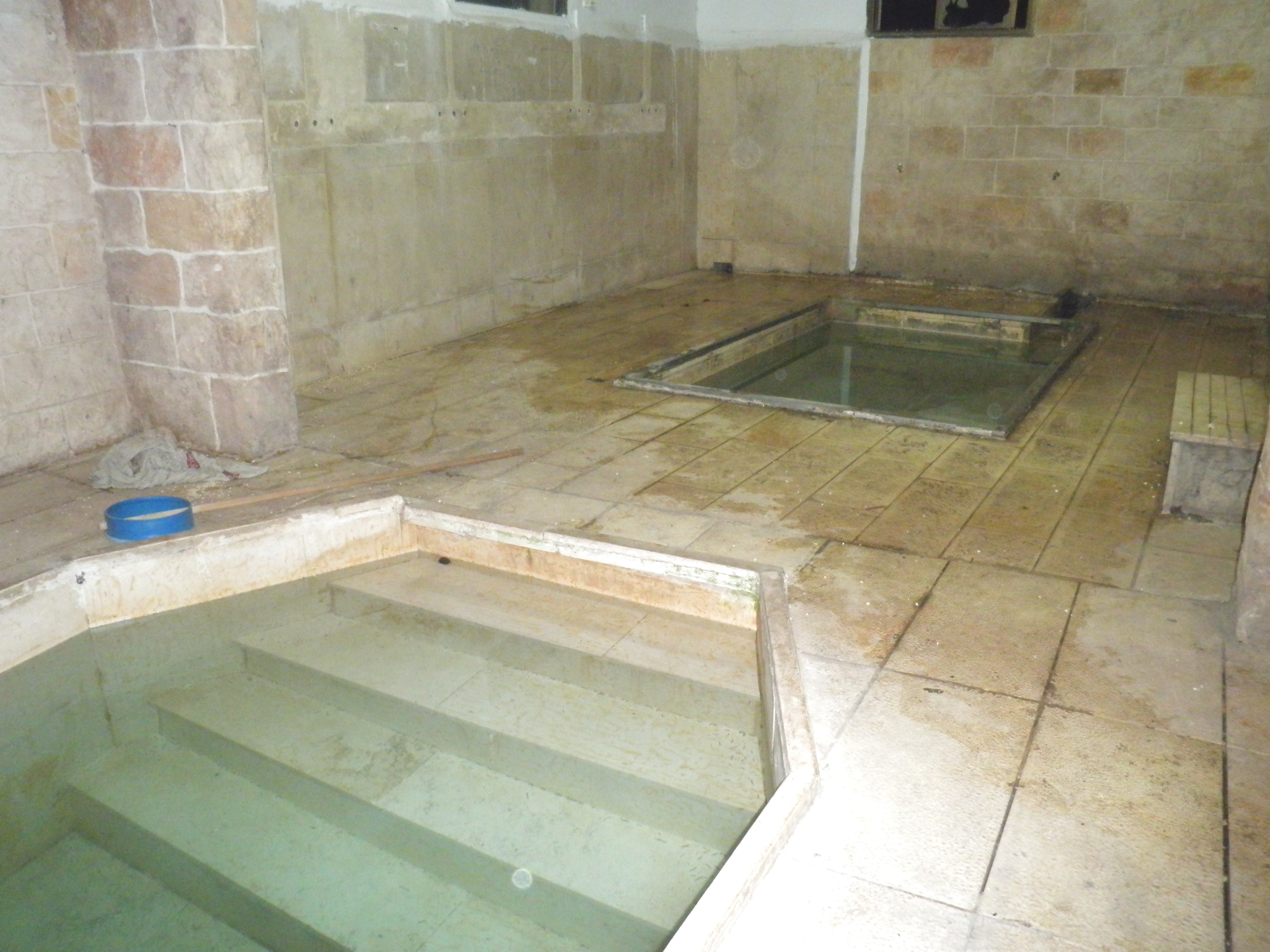
Mikveh, Shmaya.
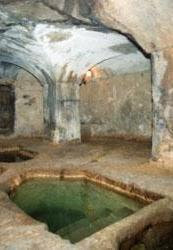
Mikveh, Syrakusa (Italien).
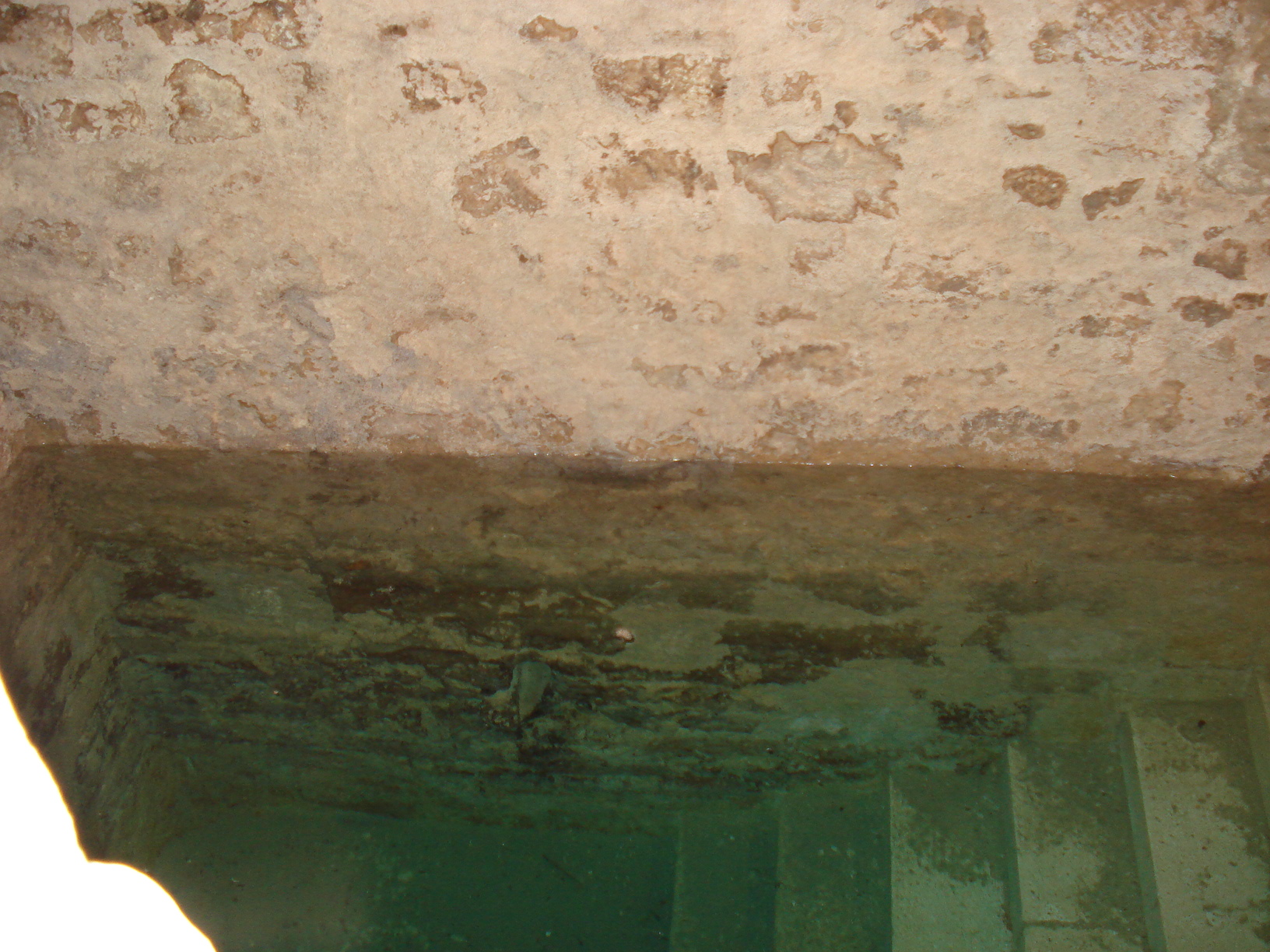
Mikveh, Montpellier.
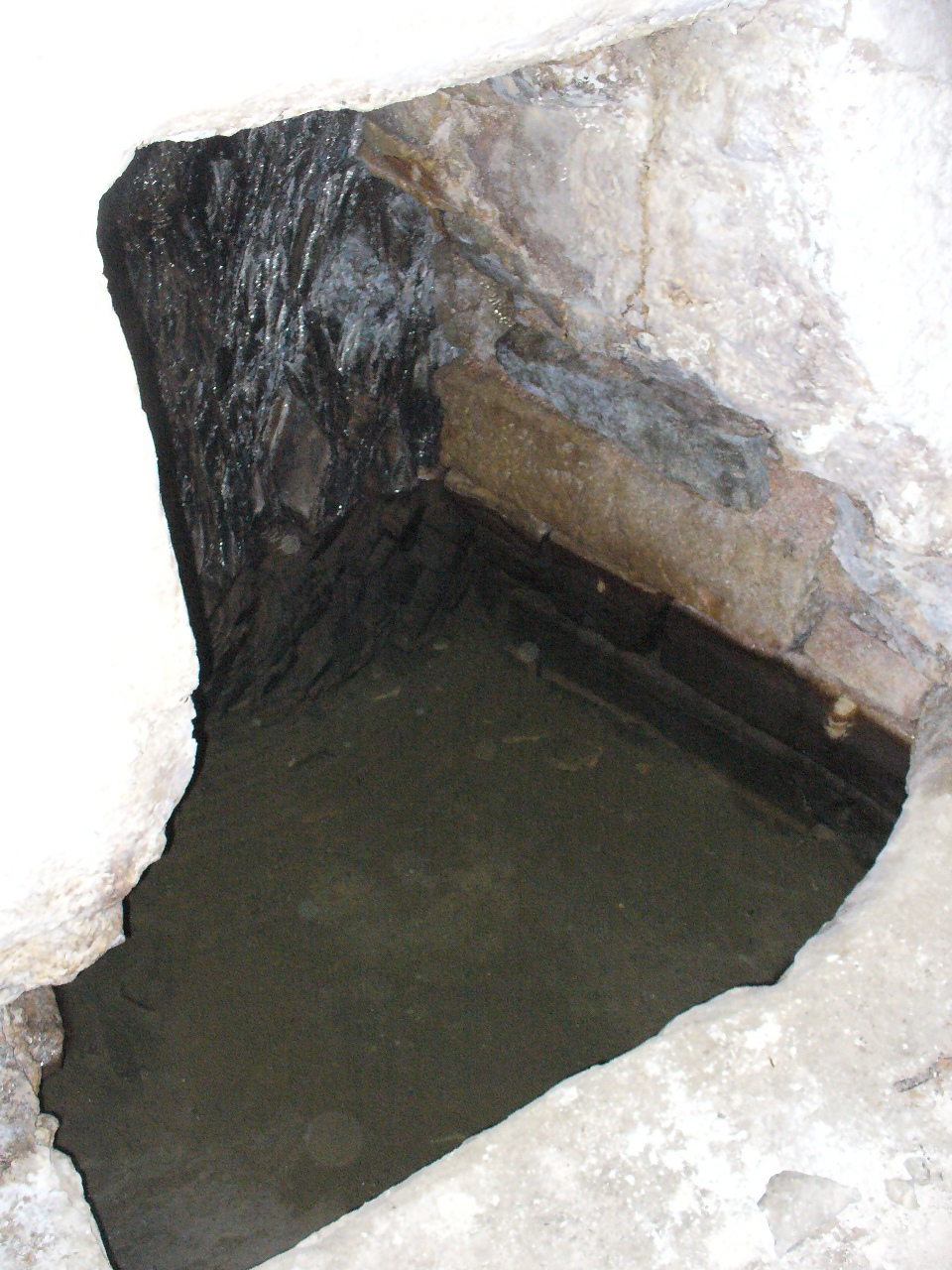
Mikveh, Kněžnou District, Tjeckien.